# Астероїд типу S
Астероїди S-типу — спектральний клас астероїдів, до якого належать об'єкти, що складаються здебільшого з силікатів (англ. Silicium), тому астероїди цього класу також називають кам'яними (англ. Stone), що знайшло відображення у назві класу (літера S). Вони становлять 17% всіх відомих астероїдів, утворюючи таким чином другий за поширеністю тип астероїдів, після астероїдів типу C.

## Характеристики
Астероїди типу S мають помірне альбедо, яке становить 0,10 — 0,22 і складаються, в основному, із силікатів заліза і магнію. Вони переважають у внутрішній частині головного поясу астероїдів на відстані 2,2 астрономічної одиниці, в середній частині вони зустрічаються здебільшого на відстані до 3 а. о., далі цієї межі зустрічаються рідко. Найбільшим серед них є астероїд 15 Евномія (близько 330 км По найбільшій осі ), до цього класу належать також інші великі астероїди, такі як 3 Юнона, 29 Амфітріта, 532 Геркуліна і 7 Ірида. Цих найбільших представників типу S можна спостерігати у звичайний бінокль, так астероїд 7 Ірида може досягати 7-ї зоряної величини, поступаючись лише найяскравішому астероїду 4 Веста.
Їх спектр має помірно глибокий спад на довжині хвилі нижче 0,7 мкм і невеликі поглинання на довжині 1-2 мкм. Поглинання на довжині хвилі 1 мкм свідчить про наявність силікатів (кам'янистих мінералів). Часто також є поглинання на довжині хвилі 0,63 мкм. Склад цих астероїдів схожий з багатьма кам'яними метеоритами, які мають подібні спектральні характеристики.
Через свій склад астероїди S-типу мають відносно високу щільність. Дослідження 11 астероїдів S-типу виявило середню щільність 3,0 г/см3.
| Назва         | Стандартна зоряна величина | Діаметр | Велика піввісь орбіти |
| ------------- | -------------------------- | ------- | --------------------- |
| 3 Юнона       | 5,33                       | 233,9   | 2,66                  |
| 5 Астрея      | 6,85                       | 119,1   | 2,57                  |
| 6 Геба        | 5,71                       | 185,2   | 2,42                  |
| 7 Ірида       | 5,51                       | 199,8   | 2,38                  |
| 8 Флора       | 6,49                       | 135,9   | 2,20                  |
| 9 Метіда      | 6,28                       | 190     | 2,38                  |
| 11 Партенопа  | 6,55                       | 153,3   | 2,45                  |
| 12 Вікторія   | 7,24                       | 112,8   | 2,33                  |
| 14 Ейрена     | 6,30                       | 152     | 2,58                  |
| 15 Евномія    | 5,28                       | 255,3   | 2,64                  |
| 17 Фетіда     | 7,76                       | 90,0    | 2,46                  |
| 18 Мельпомена | 6,51                       | 140,6   | 2,29                  |
| 20 Массалія   | 6,50                       | 145,5   | 2,40                  |
| 23 Талія      | 6,95                       | 107,5   | 2,62                  |
| 25 Фокея      | 7,83                       | 75,1    | 2,40                  |
| 26 Прозерпіна | 7,5                        | 95,1    | 2,65                  |
| 27 Евтерпа    | 7,0                        | 96      | 2,34                  |
| 28 Беллона    | 7,09                       | 120,9   | 2,77                  |
| 29 Амфітріта  | 5,85                       | 212,2   | 2,55                  |
| 30 Уранія     | 7,57                       | 99,7    | 2,36                  |
| 32 Помона     | 7,56                       | 80,8    | 2,58                  |
| 33 Полігімнія | 8,55                       |         | 2,86                  |
| 37 Фідес      | 7,29                       | 108,3   | 2,64                  |
| 39 Летиція    | 6,1                        | 149,5   | 2,77                  |
| 40 Гармонія   | 7,0                        | 107,6   | 2,26                  |
| 42 Ісіда      | 7,53                       | 100,2   | 2,43                  |
| 43 Аріадна    | 7,93                       | 65,9    | 2,20                  |
| 57 Мнемосіна  | 7,03                       | 112,6   | 3,14                  |
| 60 Ехо        | 8,21                       | 60,2    | 2,39                  |
| 61 Даная      | 7,68                       | 82,0    | 2,98                  |
| 63 Авсонія    | 7,55                       | 103,1   | 2,39                  |
| 67 Асія       | 8,28                       | 58,1    | 2,42                  |
| 68 Лето       | 6,78                       | 122,6   | 2,78                  |
| 71 Ніоба      | 7,30                       | 83,4    | 2,75                  |
| 73 Клітія     | 9,0                        | 44,4    | 2,66                  |
| 79 Еврінома   | 7,96                       | 66,5    | 2,44                  |
| 82 Алкмена    | 8,40                       | 61,0    | 2,76                  |
| 89 Юлія       | 6,60                       | 151,5   | 2,55                  |
| 100 Геката    | 7,67                       | 88,7    | 3,09                  |